# Mercado de la Paz

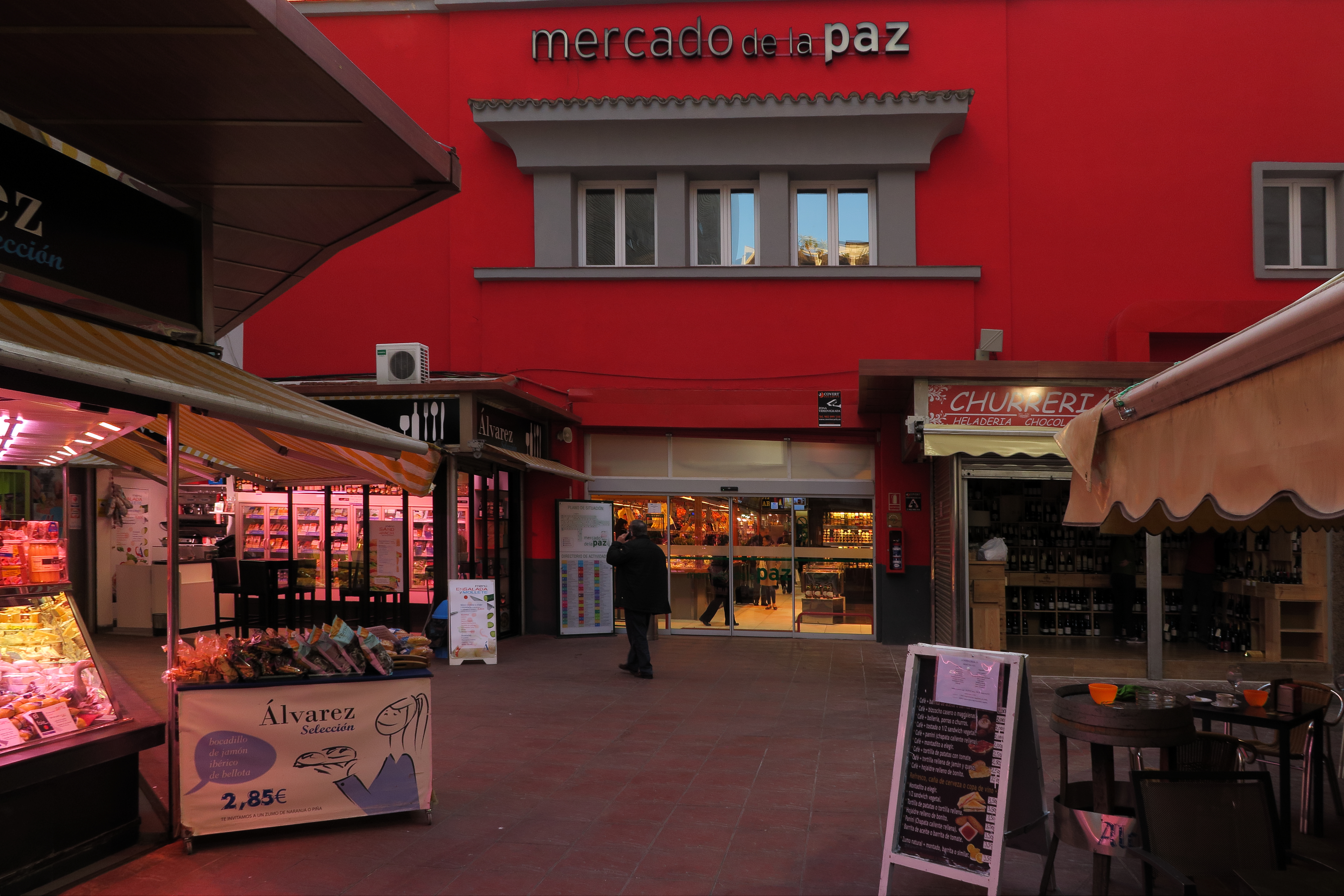
Mercado de la Paz

El Mercado de la Paz es un mercado de abastos municipal ubicado en el barrio de Salamanca (Madrid). Fue edificado en 1879 con un estilo modernismo, siendo el último de los mercados municipales construidos en el siglo XIX. Fue completamente remodelado en los años cuarenta y se cambió por completo su distribución interior y fachadas. De todos ellos este y el de los Mostenses se encuentra funcionando a comienzos del siglo XXI (ambos profundamente remodelados). Se trata de un mercado que posee unos setenta puestos de venta. El Mercado fue rescatado por la Asociación de Comerciantes que se encargó de su funcionamiento, justo cuando cumplía su centenario. 

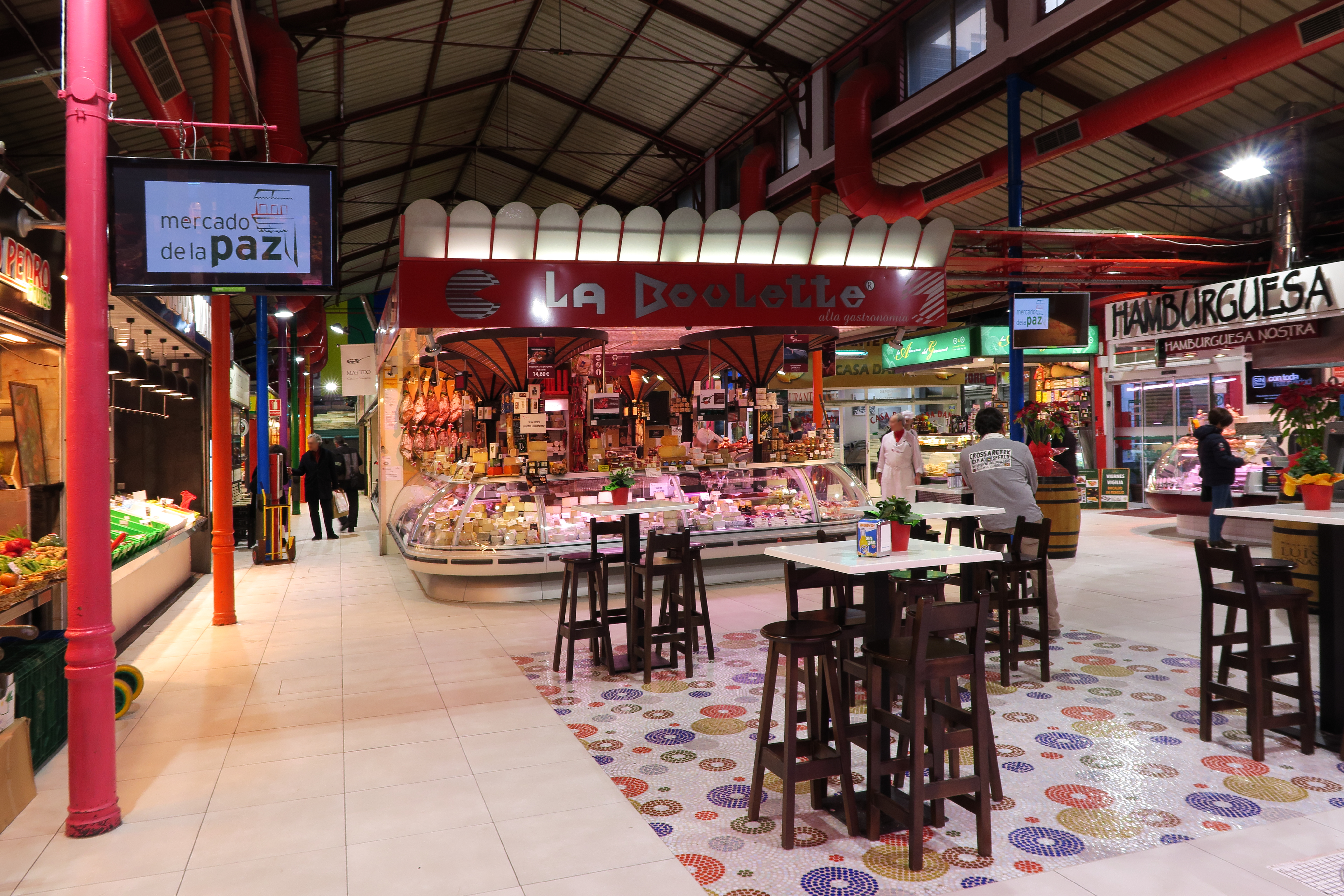
Mercado de la Paz, interior

## Historia
Se diseña la ubicación de este mercado municipal en el novedoso barrio de Salamanca. Surge como necesidad de abastecimiento del núcleo urbano que se encontraba en el ensanche. El mercado se inauguró el 5 de octubre de 1879. Ha sufrido varias reformas, la primera en 1943 con la renovación de su interior, la segunda en los años ochenta rescató el edificio de un posible abandono.

## Características
Este mercado municipal se edificó en un solar elevado con planta rectangular, uno de sus accesos principales por la calle Claudio Coello (n.º 34) necesita de una escalera de diecisiete escalones. Posee un total de cuatro salidas a diferentes calles del barrio de Salamanca. Se encuentra repartido el espacio en dos galerías laterales. Se remodela completamente en el año 1943 y posteriormente en los años ochenta.